# Rerum orientalium
Rerum orientalium, en español De las cuestiones orientales, es la 12.ª encíclica de Pío XI, fechada el  8 de septiembre de 1928, en ella, tal como ha anuncia su inicio, trata de la importancia del estudio de las cuestiones orientales para alcanzar la unidad de la Iglesia, y expone las medidas que ha tomado para el fomento de estos estudios.

## Contenido
Rerum Orientalium studiis et subtiliori cognitioni inter Christifideles, potissimum vero inter sacerdotes, provehendis quantam decessores Nostri, superioribus saeculis, operam dederint, neminem latet qui Catholicae Ecclesiae annales vel propere evolverit.
El celo con el que han trabajado nuestros predecesores en los siglos pasados para promover los estudios y un conocimiento más profundo del mundo oriental entre los fieles, y especialmente entre los sacerdotes, es conocido por cualquiera que haya recorrido, aunque sea apresuradamente, la historia de la Iglesia.
Inicio de la encíclica Rerum orientalium

Tal como anuncia con sus primeras palabras, la encíclica recuerda las medidas que se han tomado por promover el conocimiento de las cuestiones orientales, desde que se inició el disenso de las iglesias orientales respecto a la Iglesia de Roma, 
Expone en primer lugar la acogida por Adriano II de Cirilo y Metodio, evangelizadores de los eslavos, el envío por este mismo papa de sus legados al IV concilio de Contantinopla, y los principales concilios celebrados con el objetivo de obtener la unión de las iglesias orientales: así el concilio celebrado en Bari, con la participación de San Anselmo, el concilio ecuménico de Lyon, al que fueron invitados Santo Tomás de Aquino y San Buenaventura, y el de Ferrara y Florencia.
Pasa después a comentar la labor misionera impulsada desde la Santa Sede y llevada a cabo por franciscanos y dominicos principalmente en Palestina y Armenia; y el impulso de los estudios orientales por el papado, aconsejado por grandes eruditos como Ramon Llull y Roger Bacon. En este sentido recuerda especialmente el impulso dado por Clemente V al estudio de las lenguas de los pueblos orientales, al poner en práctica las conclusiones del concilio de Vienne; así se erigieron escuelas para el estudio de estas lenguas en la ciudad donde se encuentra la Curia Romana, y en las universidades de París, Oxford, Bolonía y Salamanca. 

### Impulso de los estudios orientales
Tras ese recorrido histórico, la encíclica desarrolla directamente el tema sobre el que desea llamar la atención: el interés que tiene la promoción de los estudios orientales para la unidad de la Iglesia. Así tras exponer los avances en este terreno de la mano de Gregorio XVI, Pío IX, León XIII y Pio X; deteniéndose especialmente en la labor llevada a cabo por Benedicto XV, quien

emulando con ardiente celo esta providencia paterna hacia los pueblos orientales, hasta el punto de que la consideró como una herencia sagrada recibida por Pío X, por lo que para ayudar y aumentar, en la medida de lo posible, las cuestiones orientales, no sólo instituyó una Sagrada Congregación para los ritos y asuntos orientales, sino que además "decidió fundar en esta ciudad, capital del mundo cristiano, una sede propia de los estudios superiores orientales, provista de todos los medios que exige la cultura actual, y distinguida por profesores altamente capacitados en las diversas disciplinas y altamente estudiosos de Oriente", dotada de la facultad de conferir "grados de doctorado en disciplinas eclesiásticas relativas a los pueblos cristianos orientales"
Encíclica Rerum orientalium AAS vol 20. pp. 281-282

Se refiere después el papa Pío XI, al encargo que ha realizado al prepósito de la Compañía de Jesús para que, manteniendo el papa la dirección suprema del Instituto Oriental, proporcione la persona que deben encargarse de dirigirla directamente, así como de los profesores necesarios. Tras repasar los frutos que, cuando han transcurrido solo seis años desde que se tomaron estas medidas, ha producido el Instituto en cuanto a publicaciones y alumnos que han salido de sus aulas, , el papa alienta a todos los obispos y superiores de las órdenes religiosas, para que continúen enviando al Instituto algunos sacerdotes, que puedan formarse en estas cuestiones orientales, estando así preparados para, en los casos que sean oportunos, ser enviados a desarrollar su labor en aquellas tierras. Expone también el papa, brevemente, su preocupación por el modo equivocado que por parte de algunos se entiende la búsqueda de la unidad de la Iglesia, motivo por el que escribió su encíclica Mortalium animos. Estas mismas circunstancias le lleva a exhortar a los obispos para que se prepare 

para cada seminario teológico, algún profesor que, junto con su propia asignatura, ya sea historia o liturgia o derecho canónico, pueda explicar al menos algunos de los elementos de los estudios orientales. De este modo, al dirigir la mente y el corazón de los alumnos a las tradiciones y ritos de los orientales, se obtendrá necesariamente un no pequeño provecho, no sólo para los orientales, sino también para los propios alumnos que, como es natural, se beneficiarán con ello de un conocimiento más profundo de la teología católica y de la disciplina latina, y juntos concebirán un amor más vivo por la verdadera Esposa de Cristo,
Encíclica Rerum orientalium, AAS vol. 20 p. 284.

Explica después cómo, gracias a algunos generosos donativos, ha podido proporcional al Instituto una nueva sede, junto a la Basílica de Santa María la Mayor, en Roma, así como dotarle, mediante otro donativo, de una biblioteca, un instrumento utilísimo para el conocimiento de las cuestiones orientales, pues en ella además de libros se conservarán códices y otros documentos y objetos artísticos procedentes de Oriente.

### Esperanza de la unión
Considera el papa que de toda esta labor se podrá seguir que  

las naciones orientales, viendo con sus propios ojos tantos espléndidos monumentos de la piedad, de la doctrina, de las artes de sus antepasados, entenderán como honra la Iglesia Católica a la verdadera, legítima y perenne "ortodoxia", y con qué diligencia se conserva, defiende y propaga. De este espectáculo, como bien podemos esperar, convencidos por el más válido de los argumentos, sobre todo si al mutuo intercambio de estudios se suma el motivo de la caridad de Cristo, la mayor parte de los orientales, pensando en sus ancestrales glorias y deponiendo sus prejuicios, ¿no deberían apresurarse a la tan deseada unidad, fundada en una profesión de fe, no ya incompleta y mutilada, sino íntegra y abierta, tal como conviene a los verdaderos adoradores de Jesucristo, que deben estar unidos en un solo redil bajo un solo Pastor?
Encíclica Rerum orientalium, AAS vol. 20, pp.285-286.

Termina el papa la encíclica manifestando su esperanza que, con el auxilio divino, todo esto ayude a que tantas personas alejadas de la Iglesia Romana, pero que conservan religiosamente gran parte de la Revelación divina -amor y reverencia a Jesucristo, singular devoción a su Madre purísima, uso de los mismos sacramentos- vuelvan al redil del único Pastor.